# إيفان أو. وليامز
إيفان أو. وليامز (بالإنجليزية: Evan Owen Williams)‏ هو مدرب كرة سلة أمريكي، ولد في 26 سبتمبر 1889 في لايم سبرينغز في الولايات المتحدة، وتوفي في 22 ديسمبر 1946 في دي موين في الولايات المتحدة بسبب شنق.